# Raphitoma laviae
Raphitoma laviae là một loài ốc biển, là động vật thân mềm chân bụng sống ở biển thuộc họ Conidae.